# Hauptanschlusskennzeichen
Hauptanschlusskennzeichen (HKZ) ist eine veraltete Bezeichnung für das Signalisierungsverfahren bei analogen Telefonleitungen des deutschen Telefonnetzes. Als Wahlverfahren werden das Impulswahlverfahren und das Mehrfrequenzwahlverfahren eingesetzt. Bei Telefonanschlüssen mit Hauptanschlusskennzeichen ist keine Durchwahl möglich. Werden HKZ-Telefonanschlüsse auf eine Telefonanlage geschaltet, ist es nicht möglich, eine bestimmte Nebenstelle innerhalb der Telefonanlage direkt zu erreichen, hier geht der Weg immer über den Abfrageplatz. Telefonanschlüsse mit Hauptanschlusskennzeichen werden auch „Hauptanschlüsse“ genannt.